# Јосип Вандот
Јосип Вандот (15. јануар 1884 — 11. јун 1944) је био словеначки песник и писац за децу и омладину.

## Биографија
Јосип Вандот је рођен 15. јануар 1884, у планинском селу Боровшка Вас, у Крањској Гори, тада у Аустроугарској монархији, данас у Словенији.
У породици његовог оца, управника мале железничке станице, било је дванаесторо деце. Као дечак, Јосип је помагао пастирима да напасу стоку по околним пашњацима. По сопственим речима, још одмалена био је опчињен планинама, волео је песме, а код куће је од мајке слушао о смелом Кекецу, злом Беданцу и друге приче.
Након основне школе завршио је гимназију у Новом Месту. Лепота планинског окружења у којем је одрастао подстакла га је да у седамнаестој години почне да пише песме. Након гимназије, желео је да студира медицину, али како га родитељи нису могли издржавати, запослио се на железници. Службујући на железници, често се селио по тадашњим Аустроугарским покрајинама – Корушкој, Штајерској, Приморској – словеначком приморју и Хрватској. Никада се није могао помирити са тим да му напорни радни дан не оставља нимало времена за стварање па је тражио да га превремено пензионишу, након којег је од 1922. године живео у Љубљани и посветио се писању.
Јосип Вандот је сарађивао са тадашњим листовима и часописима за децу и омладину где су, између осталог, у наставцима изашле три његове приче које су га прославиле:
- Кекец на злом путу (Kekec na hudi poti, 1918)
- Кекец на вучјем трагу (Kekec na volčji sledi, 1922) и
- Кекец изнад усамљеног понора (Kekec nad samotnim breznom, 1924).

Кекец је весели пастир, вешт и неустрашив који се у својим авантурама суочава са бројним опасностима. Поред појединих Кекечевих невероватних и бајковитих авантура и јунаштва, Вандот се трудио да опише стварни живот једног пастира, тако да Кекец постаје прави симбол сналажљивости, смелости и поштења. У причама о Кекецу јасно се препознаје Вандотов прелепи родни крај - Крањска Гора, долина Тамар и речица Пишница са својом суровом клисуром.
Током Другог светског рата, 1941. године немачке окупационе трупе су многе словеначке родољубе депортовали у Србију и НДХ. Тада је и Вандот са породицом депортован у околину Славонског Брода где је и погинуо током савезничког бомбардовања 1944. године.
Вандотове књиге су доживеле бројна издања, али тек после пишчеве смрти. Томе су највише допринели филмови о Кекецу које је снимио Јоже Гале. Снимљена су три филма:
- Кекец (1951)[1]
- Срећно, Кекец (Srečno, Kekec, 1963)[2] - први словеначки филм у боји и
- Кекецове смицалице (Kekčeve ukane, 1968)[3]